# Hormigón tabby

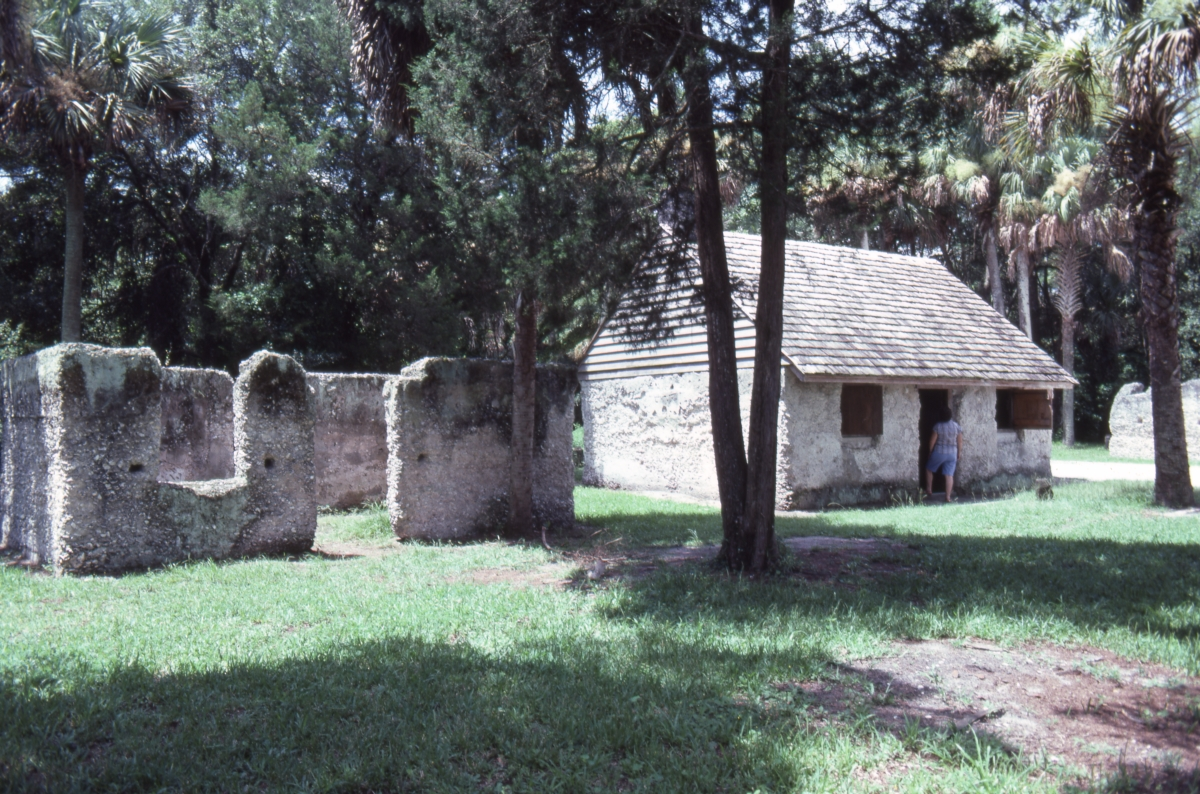
Cabañas de esclavos restauradas y sin restaurar, hechas de tabby. Plantación Kingsley, Jacksonville, Florida.

El hormigón tabby, también conocido como concreto tabby, es un tipo de hormigón que se fabrica quemando conchas de ostras para obtener cal y mezclándola después con agua, arena, ceniza y conchas de ostras rotas. Fue utilizado por los primeros colonos españoles en la actual Florida y luego por los colonos británicos, sobre todo en las costas de Carolina del Sur y Georgia. Es un análogo artificial de la coquina, una roca sedimentaria natural derivada de las conchas y también utilizada en la construcción. 

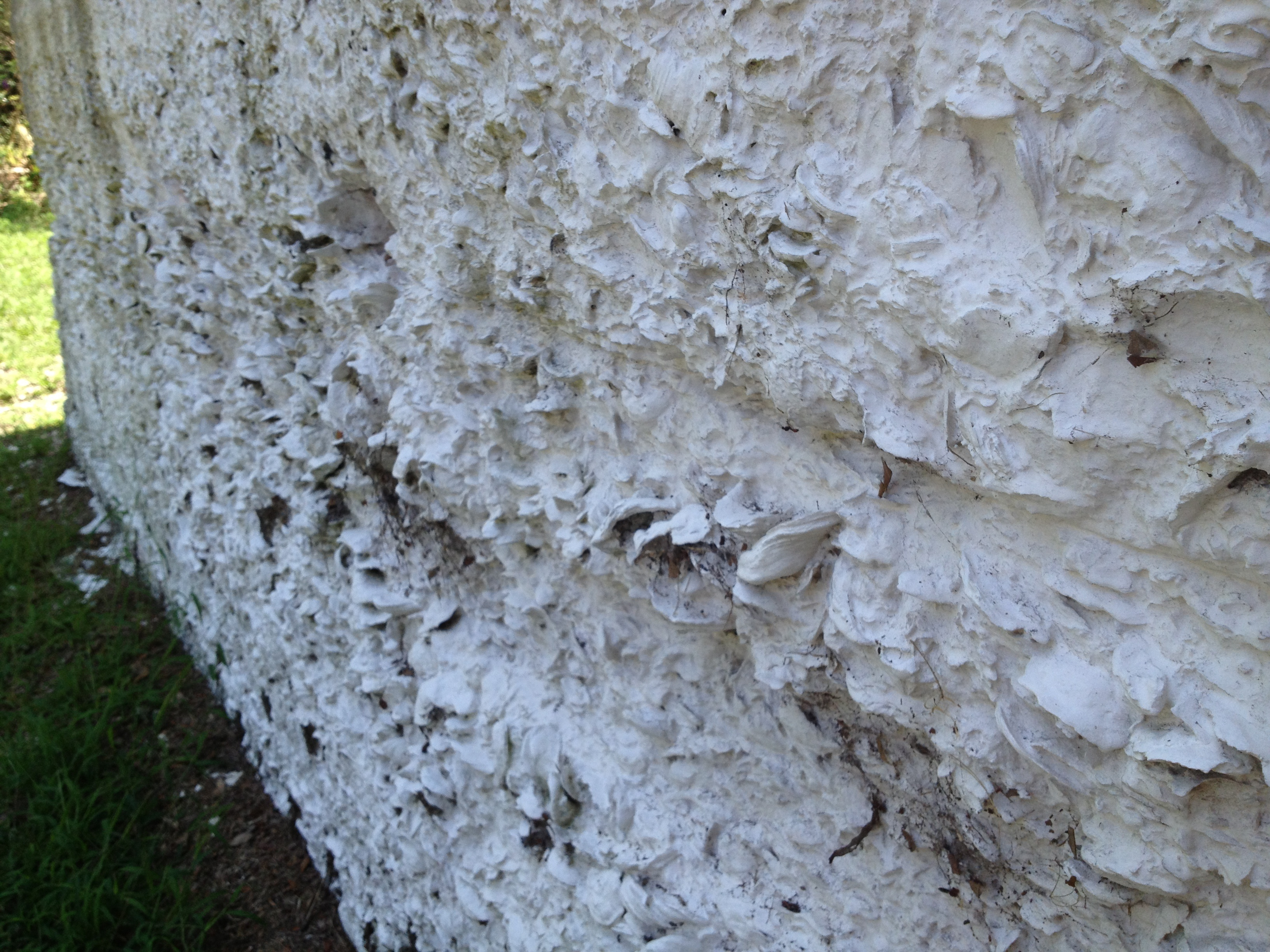
Muros de hormigón tabby originales de la vivienda de los esclavos en la Plantación Kingsley, a principios del siglo XIX.

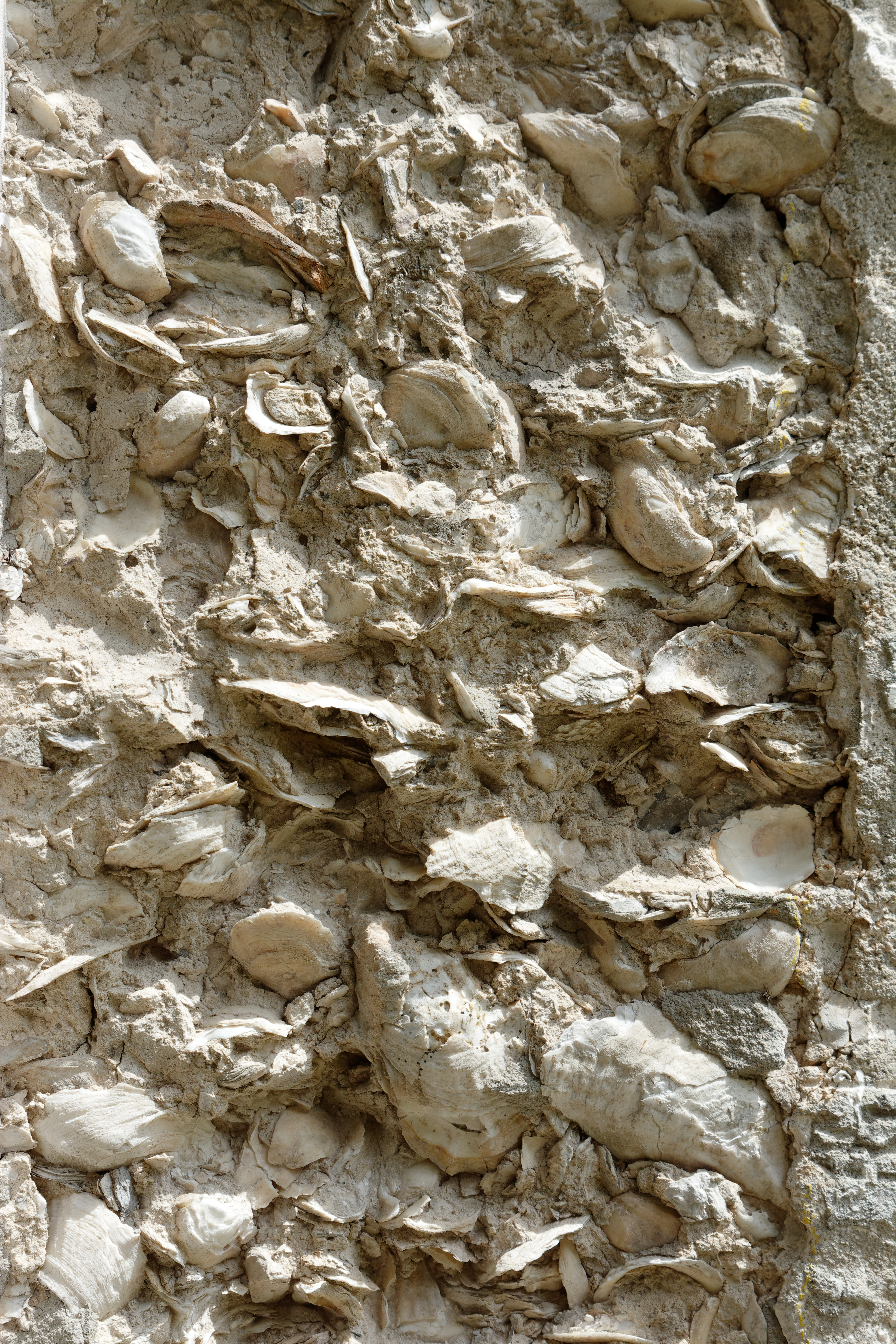
Tabby en las casas de esclavos de la Plantación Hamilton, St. Simons, Georgia

El resurgimiento del uso del tabby se extendió hacia el norte y continuó hasta principios del siglo XIX. El tabby se protegía normalmente con una capa de yeso o estuco.

## Origen
Tabby o "tapia" deriva del español "tabique de ostión".
Hay pruebas de que los moros norteafricanos trajeron una forma predecesora del tabby a España cuando invadieron la península, pero también hay pruebas de que el uso ibérico es anterior y que se extendió desde allí hacia el sur hasta Marruecos. Una forma de tabby se utiliza hoy en día en Marruecos y algunas estructuras tabby sobreviven en España, aunque en ambos casos el agregado es granito, no conchas de ostras. 
Es probable que los exploradores españoles del siglo XVI llevaran por primera vez el tabby (que aparece como tabee, tapis, tappy y tapia en los primeros documentos) a la costa de Florida en el siglo XVI, La palabra "tapia" hace referencia a un muro de barro y tabbi en árabe significa "mezcla de mortero y cal" al igual que la palabra africana tabi . De hecho, el mortero que se utilizó para revocar las primeras cabañas de esta zona era una mezcla de barro y musgo español.
El ejemplo más antiguo conocido de hormigón tabby en Norteamérica es el fuerte español de San Antón de Carlos, situado en Mound Key, en Florida.
Algunos investigadores creen que los colonos ingleses desarrollaron su propio proceso independientemente de los españoles.
Se atribuye a James Oglethorpe la introducción del "tabby de Oglethorpe" en Georgia tras ver los fuertes españoles en Florida y fomentar su uso, utilizándolo él mismo para su casa cerca de Fort Frederica. Más tarde, Thomas Spalding, que había crecido en la casa de Oglethorpe, lideró un resurgimiento del tabby en el segundo cuarto del siglo XIX, a veces denominado "tabby Spalding". Otro renacimiento se produjo con el desarrollo de la isla Jekyll en la década de 1880.

## Regiones de uso
Los primeros colonos no disponían de piedra caliza para fabricar cal de construcción, por lo que la importaban o la fabricaban con conchas de ostras. Los depósitos de conchas de la costa servían para fabricar tabby, que se extendían desde dos centros u hogares principales: uno en San Agustín (Florida) y otro en Beaufort (Carolina del Sur).
La tradición británica comenzó más tarde que la española (1580) (en algún momento cercano o anterior a 1700, tras la introducción de las técnicas procedentes de la Florida española), y se extendió mucho más como material de construcción, llegando al menos hasta la isla Staten, Nueva York, donde puede encontrarse en la todavía en pie Casa Abraham Manee, erigida hacia 1670. Beaufort, en Carolina del Sur, fue el principal centro del tabby británico y el primer tabby de este tipo en el sureste de Estados Unidos. Fue aquí donde se desarrolló por primera vez la tradición británica, y desde este lugar acabó extendiéndose por todo el distrito de las islas marinas.
Herbert Eugene Bolton, John Tate Lanning y otros historiadores creyeron, desde mediados del siglo XIX hasta mediados del siglo XX, que las ruinas de tabby en la costa de Georgia y el noreste de Florida eran los restos de misiones españolas, aunque los residentes locales habían identificado antes las ruinas como las de edificios de plantaciones de finales del siglo XVIII. El hecho de que las ruinas fueran de estructuras construidas después del establecimiento de la Colonia de Georgia por Gran Bretaña no fue plenamente aceptado por los historiadores hasta finales del siglo XX. Con la excepción de San Agustín y, posiblemente, algunos otros lugares importantes, los edificios de las misiones españolas se construían con postes de madera que sostenían el tejado y paredes de paja de palma, bahareque o tablones, o se dejaban abiertos.
La Casa LaPointe Krebs, también conocida como el Old Spanish Fort (Pascagoula, Mississippi) es una estructura tabby existente en el Golfo de México estadounidense. La casa se construyó en 1757 en Luisiana, durante el periodo colonial francés.
El tabby se utilizó en las Indias Occidentales, incluidas las islas Antigua y Barbados.

## Proceso
El proceso, muy laborioso, dependía de la mano de obra esclava para triturar y quemar las conchas de las ostras y convertirlas en cal viva. La cal viva se apagaba (hidrataba) y se combinaba con más conchas, arena y agua. Se vertía o apisonaba en moldes de madera llamados cunas, construidos por capas de forma similar a la del tapial. El tabby se utilizaba en lugar de los ladrillos, que no se podían fabricar localmente debido a la ausencia de arcilla en el lugar.
Se utilizaba como hormigón para suelos, cimientos, columnas y tejados. Además de sustituir a los ladrillos, también se utilizaba como "mortero de concha de ostra" o "mortero de concha quemada".

## Ejemplos de interés
- St. Simons Island Light, Georgia (sólo cimientos)

- Ruinas de la casa de la Plantación Wormsloe, Isle of Hope, Georgia
- Azucarera McIntosh, Condado de Camden, Georgia. [12]

- Casa Horton, Isla Jekyll, Georgia. Hay un marcador histórico.[13]

- Cuartos de esclavos en la Plantación Kingsley, Fort George Island, cerca de Jacksonville, Florida
- Farmacia Bodiford, Cedar Key, Florida
- Restaurante Heron, Cedar Key, Florida
- Island Hotel, Cedar Key, Florida

- Ruinas de la Casa Isaac Fripp, Saint Helena Island cerca de Frogmore, Carolina del Sur

- Mansión de Gamble Plantation, a lo largo de la costa oeste de Florida, Ellenton
- Casa George Adderley en Marathon, Florida
- Recinto Histórico Estatal Colonial Dorchester, cerca de Charleston, Carolina del Sur.[14]
- Tabby Manse (Casa Thomas Fuller), Beaufort, Carolina del Sur
- Casa LaPointe Krebs, también conocida como Old Spanish Fort (Pascagoula, Mississippi)

## Galería

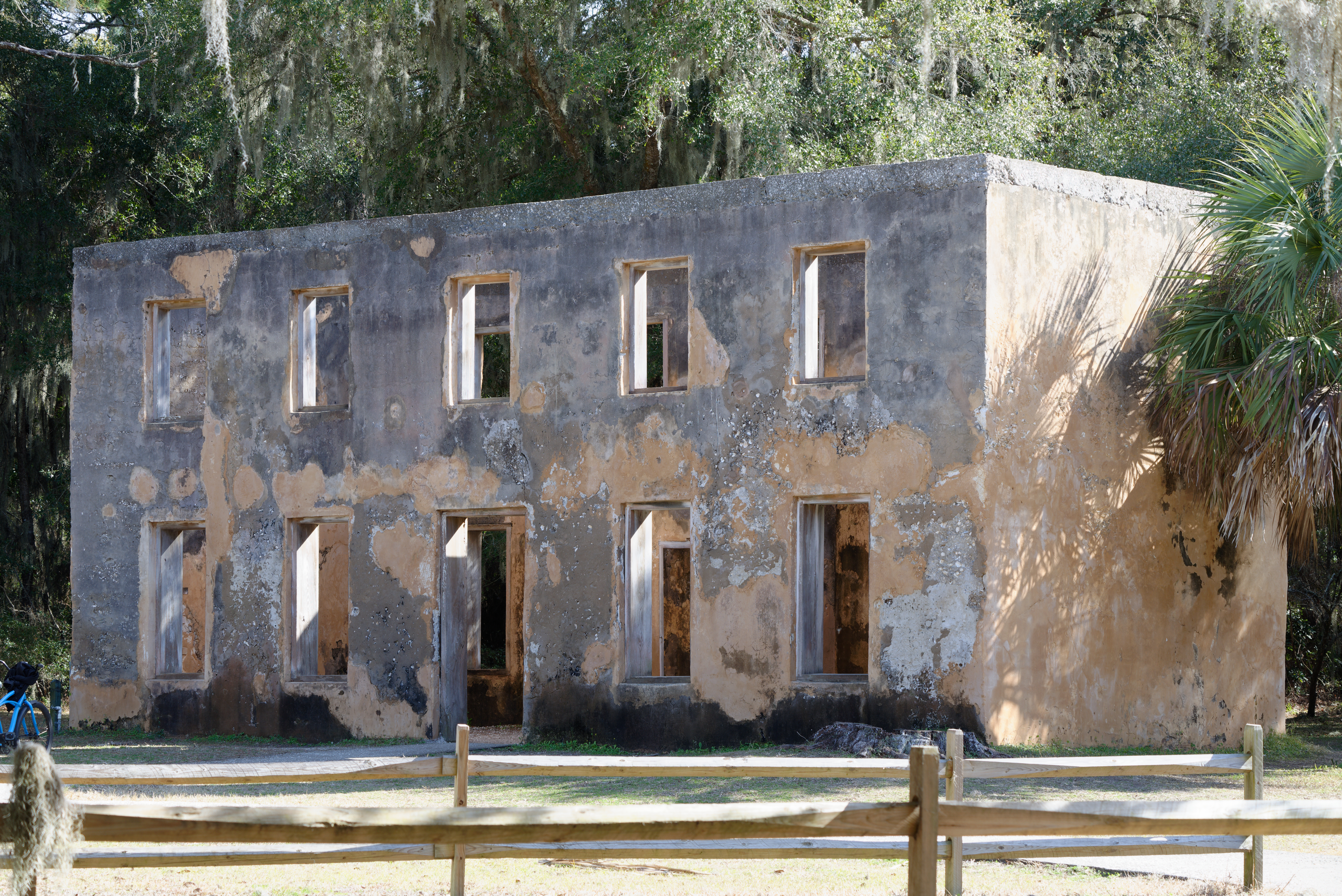
Casa Horton, construida en 1743
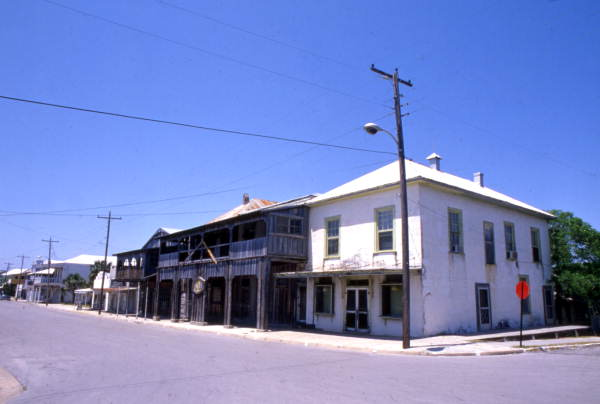
Histórica farmacia Bodiford, Cedar Key, Florida
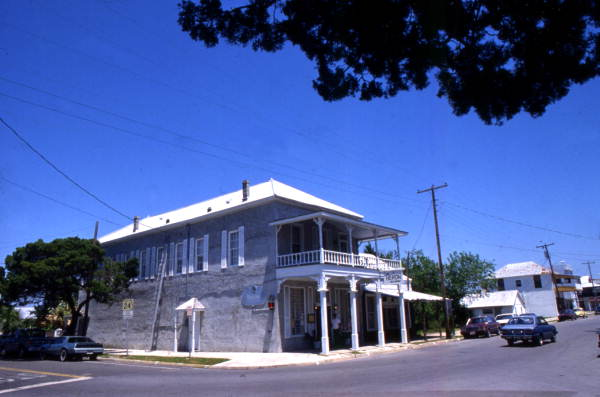
Restaurante Heron, edificio Hale, Cedar Key, Florida, incorpora una antigua estructura atigrada.

## Lecturas complementarias
- Gritzner, Janet Bigbee (1978). Tabby in the Coastal Southeast: the Culture History of an American Building Material (Disertación doctoral) (en inglés). Universidad Estatal de Louisiana.